# Natuhajci
Natuhajci (Nadkuac, Natuhay) su pleme Čerkeza čiji se teritorij prostirao duž obale Crnog mora južno od plemena Hatkoy, pa prema Abhaziji. U uskom području uz obalu, ovo pleme kontroliralo je luke i pristaništa na obali Crnog mora, po njima prozvanoj i Natuhajska obala, a nalazila se na značajnom tranzitnoj trgovačkoj ruti između unutrašnjosti i obale.

## vanjske poveznice
- Cenar  Arhivirana inačica izvorne stranice od 8. svibnja 2005. (Wayback Machine)